# Athletic Football Club Bournemouth
O Athletic Football Club Bournemouth é um clube de futebol da Inglaterra, sediado em Bournemouth. Atualmente disputa a Premier League.

## História

### Início
A história do Bournemouth começa no ano de 1890, quando o time foi fundado com o nome de Boscombe Fottball Club, porém o clube só se profissionalizou em 1910. Mas só em 1920 a equipe chegou pela primeira vez à Terceira Divisão inglesa. Porém, como o Boscombe jogava no distrito da Bournemouth, em 1923, resolveu mudar de nome e passou a se chamar Bournemouth Boscombe e Athlethic Club. Na primeira temporada com nome novo o clube terminou a Terceira Divisão Inglesa em 5º lugar, ficando perto do acesso para a Segunda Divisão inglesa. Porém, com o passar dos anos, o Bournemouth foi se estabelecendo como um clube de 3º divisão na Inglaterra.
Após o término da Segunda Guerra Mundial, o clube entrou em declínio e passou a frequentar divisões inferiores na Inglaterra. Até que em 1972 foi comprado pelo magnata inglês John Bond, que decidiu adotar um nome mais simples para a equipe: Athletic Football Club Bournemouth, mudando também o símbolo e a camisa da equipe. O Bournemouth, até 1971, jogava com um uniforme todo vermelho, ganhando a alcunha de (The Cherries, em português Os Cerejas), mas em 1972 o clube passou a jogar com um uniforme listrado de vermelho e preto, lembrando o uniforme do Milan da Itália.
Em 1984, os Cherries, escrevem o seu capítulo mais importante na história até então: Uma vitória sobre o Manchester United na Copa da Inglaterra.
Em 1987, o Bournemouth vence o seu primeiro título na história, conquista a Terceira Divisão inglesa. No ano de 1988,  para fazer uma boa Segunda divisão inglesa, contratam o técnico Harry Redknapp. Porém, a equipe sofreu para se manter na Segunda Divisão, mas conseguiu. Em 1989, os Cherries terminam o campeonato inglês da segunda divisão em 12º lugar.
Em 1990, o Bounemouth conseguiu o acesso no campo para disputar Primeira divisão inglesa, porém devido a uma briga envolvendo os torcedores do Bournemouth e do Leeds United, os times foram punidos com a perda de 20 pontos e obrigados a pagar uma multa de 1 milhão de euros, e por causa disso os Cherries continuaram na Segunda Divisão.
Harry Redknapp permaneceu no Bournemouth por mais duas temporadas, fazendo o clube chegar aos play-offs da segunda divisão inglesa, porém sem o tão sonhado acesso. Em 1992, Redknapp, acertou com o West Ham e foi treinar o time londrino. Para o seu lugar, foi contratado o galês Tony Pulis, que montou um time fraco e a equipe inglesa quase foi parar na Terceira Divisão, nos dois anos em que ele dirigiu o clube, terminando ambas as temporadas de 1993 e 1994 na 17º colocação.
Para 1995, Pulis deixou a equipe, porém a diretoria passou a primeira metade do ano sem um técnico fixo, e começou muito mal a Segundona inglesa. Após a chegada de Mel Machin, o time conseguiu o milagre de ficar 2 pontos à frente da zona do rebaixamento e se manteve na Segundona da Inglaterra.
Machin manteve-se no cargo por mais 6 anos, sempre levando o clube a ocupar posições medianas na tabela. Em 1999 o clube terminou a Segunda Divisão inglesa em 7º lugar, ratificando o grande trabalho de Machin à frente do Bournemouth.

### Início dos anos 2000
Mas em 2000, Machin deixou o clube após não conseguir evitar um rebaixamento para a Terceira Divisão da Inglaterra. Sean O'Driscoll foi promovido da equipa técnica para o lugar de Mel Machin no início da época 2000-01. Na primeira época de O'Driscoll como treinador, o Bournemouth falhou por pouco a passagem aos playoffs da Segunda Divisão, mas foi despromovido um ano mais tarde no novo estádio (no início da época de 2001-02, disputou os seus jogos em casa no estádio do Dorchester Town, enquanto o seu próprio estádio estava sendo remodelado). A direção manteve a confiança em O'Driscoll e foi recompensada com a promoção através dos playoffs da 3ª divisão em 2002-03. O clube tornou-se o primeiro a marcar cinco gols no Millennium Stadium ao vencer o Lincoln City por 5-2 na final do play-off da terceira divisão de 2002-03, com golos de Steve Fletcher, Carl Fletcher (2), Stephen Purches e Garreth O'Connor. Sob a direção de O'Driscoll, o Bournemouth falhou por pouco os play-offs das temporadas 2003-04 e 2004-05 e evitou por pouco o rebaixamento na temporada 2005-06.
O jogador de longa data James Hayter marcou o hat-trick mais rápido da história da English Football League durante a temporada 2003-04. Os Cherries estavam ganhando por 3-0 ao Wrexham, graças aos gols de Stephen Purches, Warren Cummings e Warren Feeney, quando Hayter entrou em campo como suplente. Aos 86 minutos, Hayter conseguiu marcar três gols no espaço de dois minutos e 17 segundos, fazendo o resultado final de 6-0 para o Bournemouth.
Em setembro de 2006, com a equipe em oitavo lugar na Liga, Sean O'Driscoll deixou o clube para se tornar treinador do Doncaster Rovers F.C.. Foi substituído por Kevin Bond.

### Declínio e administração judicial (2008-2009)
Em fevereiro de 2008, o Bournemouth foi forçado a entrar em administração judicial, sofrendo uma dedução de dez pontos que o colocou em problemas de rebaixamento. O Bournemouth tinha dívidas de cerca de £4 milhões e quase faliu por completo. A incerteza fora de campo continuou durante toda a temporada, tendo sido aceite apenas uma proposta de compra do clube, que acabou por não ser bem sucedida, e o clube acabou a temporada sendo rebaixado para a League Two.
Antes da temporada 2008-09, o futuro da equipe na Football League foi posto em causa quando a liga ameaçou expulsar o Bournemouth da League Two, devido a problemas com a administração contínua do clube e a mudança de proprietário. A liga ordenou ao Bournemouth e ao Rotherham United que demonstrassem que podiam cumprir todos os seus jogos e encontrar uma forma de sair da administração, acabando por permitir que o clube competisse com uma penalização de 17 pontos por não ter cumprido as regras de insolvência da Football League. A nova empresa foi também condenada a pagar aos credores sem garantia o montante oferecido na altura da CVA original (cerca de dez pence na libra) no prazo de dois anos.
No início da temporada, o treinador Bond foi demitido e substituído pelo antigo jogador Jimmy Quinn, que viria a abandonar o clube poucos meses depois. O antigo jogador Eddie Howe assumiu o cargo de treinador com o clube ainda a dez pontos de distância, no fundo da tabela, e inicialmente como treinador interino, tornando-se o treinador mais jovem da Football League, com 31 anos.
No final de 2008, foi anunciado que o empresário local Adam Murry tinha concluído a compra de 50% das ações do clube ao anterior presidente, Paul Baker. Contudo, em janeiro de 2009, Murry falhou o prazo para comprar as ações de Baker.
No último jogo em casa da temporada 2008-09, os Cherries garantiram a permanência na Football League ao vencerem o Grimsby Town por 2-1, com um gol da vitória a dez minutos do fim marcado por Steve Fletcher, do Bournemouth, dando origem a festejos selvagens após um final de conto de fadas para "The Great Escape". O clube terminou a temporada conturbada com a sua melhor vitória fora de casa em 30 anos, ao vencer o Morecambe por 4-0.
Em junho de 2009, um consórcio que incluía Adam Murry assumiu finalmente o controle do Bournemouth. O consórcio incluía Jeff Mostyn, o antigo vice-presidente Steve Sly, Neill Blake e o antigo presidente do Dorchester Town, Eddie Mitchell.

### Escalando até a Premier League (2009-2015)
A primeira temporada completa de Howe no comando do clube trouxe sucesso, com o Bournemouth ao terminar em segundo lugar na League Two e sendo promovido com dois jogos de antecedência. Howe trocou o clube pelo Burnley na temporada seguinte; o seu sucessor, Lee Bradbury, outro antigo jogador do Bournemouth, levou o Bournemouth aos play-offs da League One. A semifinal, disputada a duas mãos contra o Huddersfield Town, terminou em 3-3 na prorrogação e o Huddersfield passou à final ao vencer o desempate por grandes penalidades por 4-2. Bradbury não conseguiu levar o Bournemouth a mais um desafio de promoção na Football League One de 2011-12, ficando em 11º lugar após uma temporada de resultados indiferentes, e foi substituído pelo treinador da equipe de juniores, Paul Groves, nos últimos jogos da temporada.
Groves manteve-se no cargo no início da temporada 2012-13, mas foi despedido em outubro de 2012, após um arranque que deixou o clube perto do fundo da tabela. Eddie Howe regressou ao cargo de treinador e não só afastou o clube da luta contra a despromoção no início da temporada, como conseguiu promovê-lo ao Championship, regressando ao segundo escalão do futebol inglês pela primeira vez desde 1990. O clube também revelou um novo emblema. Depois de um início de vida prometedor no Championship, o clube recebeu um jogo da quarta rodada da Copa da Inglaterra com o Liverpool, da Premier League, que terminou com uma derrota por 2-0. O Bournemouth terminou a sua primeira temporada de regresso ao Championship em décimo lugar, a sua melhor posição na história da Football League.
Em 25 de outubro de 2014, o Bournemouth venceu o Birmingham City por 8 a 0 fora de casa, no St Andrew's Stadium. Foi a primeira vez que os Cherries marcaram oito gols num jogo da liga e a sua maior margem de vitória na liga (sem contar com a vitória por 10-0 sobre o Northampton Town em setembro de 1939, que foi realizada depois de a liga ter sido abandonada devido à Segunda Guerra Mundial). O clube seguiu um grande sucesso com uma vitória por 2-1 sobre o West Bromwich Albion, da Premier League, na Copa da Liga, alcançando as quartas de final da competição pela primeira vez. O Bournemouth voltou a enfrentar o Liverpool, mas perdeu por 3-1. O clube passou a maior parte da temporada de 2014-15 perto do topo da tabela, e uma vitória por 3-0 sobre o Charlton Athletic na última rodada foi suficiente para conquistar o título da Championship e a primeira promoção do time ao escalão principal do futebol inglês.

### Era Premier League
Na primeira temporada do Bournemouth na Premier League, a equipe foi afetada por uma série de lesões graves, incluindo a de Callum Wilson, a estrela da temporada anterior. A equipe teve dificuldades durante a maior parte da primeira metade da temporada, mas uma subida durante a segunda metade da época levou a uma inversão da sorte. O Bournemouth acabou por terminar em 16º lugar no campeonato, evitando o rebaixamento.
O clube foi amplamente apontado para sofrer o rebaixamento da segunda temporada, mas a temporada 2016-17 foi bem sucedida. Apesar de um arranque fraco, que os colocou na zona de rebaixamento durante as primeiras três semanas, a equipe recuperou rapidamente e terminou em 9º lugar. O jogador emprestado Nathan Aké foi contratado a título definitivo ao Chelsea por um valor recorde em junho de 2017, alegadamente na ordem dos £20 milhões. Apesar de outro arranque lento em 2017-18, uma boa forma no final de dezembro e janeiro permitiu ao Bournemouth afastar-se da zona de rebaixamento e ganhar a Howe o seu segundo prêmio de Treinador do Mês da Premier League. O Bournemouth conquistou 19 pontos em posições perdidas na segunda metade da temporada - um recorde da Premier League - ajudando a equipe a terminar em 12º lugar.
A temporada 2018-19 viu o clube quebrar seu recorde de transferência novamente em Jefferson Lerma durante o verão, e contrastando com a temporada anterior, o clube teve um início forte, ficando em 6º lugar após os primeiros 12 jogos. No entanto, a sua forma regrediu durante o resto da temporada devido a muitos problemas de lesões. No final, o Bournemouth terminou em 14º lugar, garantindo uma 5ª temporada na Premier League.
Um início brilhante para o temporada 2019-20 viu a equipe em 7º lugar no início de novembro. No entanto, problemas contínuos de lesões e uma sequência de resultados ruins se seguiram, e o clube caiu na zona de rebaixamento em janeiro. Os maus desempenhos continuaram após a pandemia de COVID-19 ter interrompido a temporada, com derrotas importantes para o Manchester City F.C. e o Southampton colocando o clube à beira do abismo. Apesar de uma vitória por 3-1 sobre o Everton fora de casa no Goodison Park na última rodada, o rebaixamento do clube foi confirmado porque o Aston Villa empatou contra o West Ham. Em 1 de agosto de 2020, Howe deixou o clube por consentimento mútuo, encerrando seu segundo período de 8 anos como treinador.

#### Violação e punição do Fair Play Financeiro
Em 2016, o Bournemouth foi considerado culpado de violar os regulamentos do Fair Play Financeiro da Football League durante 2014-15, a temporada em que assegurou a promoção à Premier League. As despesas excessivas do clube ultrapassaram o "desvio máximo", com um prejuízo financeiro de £38,3 milhões em 2014-15. Isto seguiu-se a uma perda de £10,3 milhões em 2013-2014. O clube foi inicialmente multado em £7,6 milhões pela Football League, mas posteriormente negociou um acordo com uma multa de £4,75 milhões por violação das regras do Fair Play Financeiro. A decisão seguiu-se a meses de especulação e investigação sobre o fato de o clube ter violado os regulamentos da Football League.

### Rebaixamento, promoção, mudanças gerenciais e nova propriedade (2020-)
Em 8 de agosto, Jason Tindall, um ex-jogador do Bournemouth e assistente de longa data de Howe, foi promovido a treinador. Apesar de estar em segundo lugar em meados de dezembro, Tindall foi demitido em 3 de fevereiro de 2021 após uma sequência de apenas 1 vitória em 8 jogos, que viu a equipe cair para o 6º lugar na tabela. Woodgate permaneceria como treinador durante o resto da temporada, tendo o clube terminado a temporada em 6º lugar e entrado nos playoffs, mas perdeu por 3-2 para o Brentford na semifinal. O contrato de Woodgate não foi renovado após a temporada e, em 28 de junho de 2021, o antigo treinador do Fulham, Scott Parker, foi nomeado novo treinador. Parker conduziu o clube a um arranque impressionante, com 15 jogos invictos no início da temporada 2021-22 da Championship, conseguindo a promoção no penúltimo jogo da temporada, uma vitória por 1-0 sobre o rival Nottingham Forest.
O regresso do clube à Premier League teve, no entanto, um início difícil, com um deterioramento na relação entre Parker e o clube e uma derrota por 9-0 para o Liverpool, em Anfield, que bateu o recorde da Premier League, o que resultou no despedimento de Parker após apenas quatro jogos da liga, a 30 de agosto de 2022. O treinador da equipe principal, Gary O'Neil, foi nomeado treinador interino e presidiu a uma subida de forma nos seus 12 jogos como treinador interino, antes de ser nomeado treinador permanente a 27 de novembro de 2022.
Em 13 de dezembro de 2022, o clube foi comprado ao anterior proprietário, Maxim Demin, pelo Black Knight Football Club, uma parceria liderada pelo empresário americano Bill Foley e pela Cannae Holdings. O grupo de acionistas minoritários é liderado pelos ator de Hollywood Michael B. Jordan e pelo fundador da Kosmos, Nullah Sarker. Em 19 de junho de 2023, o clube anunciou a saída do treinador Gary O'Neil, tendo o Andoni Iraola entrado para o substituir.

## Rivalidades
De acordo com uma sondagem recente intitulada "The League of Love and Hate", realizada em agosto de 2019, os torcedores do Bournemouth consideraram o vizinho do clube, o Southampton, como o seu maior rival, seguindo-se o Portsmouth, o Brighton & Hove Albion, o Reading e o Leeds United.

## Cores
As cores da equipe têm variado ligeiramente ao longo da história do clube. Começando por jogar com riscas vermelhas e brancas, o Bournemouth também jogou com camisas totalmente vermelhas, vermelhas com mangas brancas e, principalmente, desde 1990, com riscas vermelhas e pretas. Uma camisa predominantemente vermelha foi escolhida para as temporadas 2004-05 e 2005-06, mas - devido à procura dos torcedores - foi feito um regresso às riscas para a temporada 2006-07.
Desde 2017, o equipamento do Bournemouth é fabricado pela Umbro. Anteriormente, foi fabricado pela Umbro (1974-78, 1983-86), Adidas (1978-81), Osca (1982-83), Henson (1986-87), Scoreline (1987-90), Ellgren (1990-92), Matchwinner (1993-95), Le Coq Sportif (1995-96), Patrick (1996-2000), Super League (2000-01), TFG Sportswear (2001-03), Bourne Red (2003-08), Carbrini Sportswear (2008-11, 2014-15), Fila (2011-14) e JD Sports (2015-17).
Para a temporada 2023-24, as camisas da equipe são atualmente patrocinadas pela Dafabet, sendo a DeWalt o atual patrocinador da manga da camisa, tendo patrocinado as camisas da equipe desde o início da temporada 2022-23. Desde a temporada 2017-2018 até à temporada 2019-20, o logotipo da Mansion apareceu na manga esquerda das camisas do Bournemouth. Antes disso, os patrocinadores foram Reg Heynes Toyota (1980-82, 1983-85), Coopers Beers (1985-87), Canberra Homes (1987-88), Nolan (1988-89), A1 Windscreens (1990-92), Exchange & Mart (1992-93), Frizzell (1993-97), Seward (1997-2006), Focal Point (2006-08, 2011-12), Carbrini Sportswear (2008-11), Energy Consulting (2012-15), Mansion (2015-2020), Vitality (2020) e MSP Capital (2020-2022).

## Estatísticas e registos
Steve Fletcher detém o recorde de jogos no Bournemouth, tendo disputado 726 jogos pela equipe principal entre 1992 e 2013. Detém também o recorde de maior número de presenças em jogos da Liga, com 628. Ron Eyre detém o recorde de maior número de gols sendo 229 com a camisa do Bournemouth, tendo disputado 337 jogos pela equipe principal entre 1924 e 1933. Ted MacDougall detém o recorde de maior número de golos marcados numa só temporada, 42 na temporada 1970-71 na Quarta Divisão.
A maior taxa de transferência recebida por um jogador do Bournemouth até agora é de £41 milhões, do Manchester City para Nathan Aké em agosto de 2020, enquanto a maior taxa de transferência paga pelo clube até agora foi de £25 milhões, para ambos Jefferson Lerma do Levante em agosto de 2018, e também para Alex Scott do Bristol City em agosto de 2023.
O melhor resultado do clube no campeonato até à data foi o 9º lugar na Premier League, alcançado na temporada 2016-17.

## Títulos
| Nacionais | Nacionais                      | Nacionais | Nacionais  |
|           | Competição                     | Títulos   | Temporadas |
| --------- | ------------------------------ | --------- | ---------- |
|           | Campeonato Inglês - 2ª Divisão | 1         | 2014–15    |
|           | Campeonato Inglês - 3ª Divisão | 1         | 1986–87    |
|           | EFL Trophy                     | 1         | 1983–84    |

## Elenco atual
Última atualização: 21 de setembro de 2024. 